# Chevron d'honneur de la Vieille Garde
Le chevron d'honneur de la Vieille Garde (Ehrenwinkel der Alten Kämpfer) est une décoration du parti nazi décerné aux membres de la SS. 
Le chevron argenté, qui est porté sur le haut de la manche du bras droit, obtient l'aval d'Adolf Hitler en février 1934. Tous les membres de la SS qui ont rejoint l'Allgemeine SS, le NSDAP ou toute autre organisation du parti avant le 30 janvier 1933 ont le droit d'en porter l'insigne.

## Crédits
- (en) Cet article est partiellement ou en totalité issu de l’article de Wikipédia en anglais intitulé « Honour Chevron for the Old Guard » (voir la liste des auteurs).